# Detox (sång)
"Detox" är en låt av det svenska punkrockbandet Millencolin. Den finns med på deras sjunde studioalbum Machine 15, men utgavs också som singel den 28 mars 2008. CD-versionen innehåller b-sidorna "Machine 15" och "Farewell My Hell", medan vinylversionen har b-sidan "Junkie for Success". Vinylversionen var limiterad till 1 000 exemplar.

## Låtlista
CD
1. "Detox"
2. "Machine 15" (akustisk)
3. "Farewell My Hell" (akustisk)

7"
- Sida A:

1. "Detox"

- Sida B:

1. "Junkie for Success"